# 新市街道 (汨罗市)
新市街道，中华人民共和国湖南省岳阳市汨罗市下属的一个镇，位于汨罗市东部。原为新市镇，2024年1月11日，撤镇设街道。

## 建制沿革
- 1949年，设新市镇；
- 1958年，置星火公社，后改新市公社；
- 1961年，复设新市镇；
- 1984年，升为县属镇；
- 1993年，新市乡并入。
- 2024年，撤销新市镇，设立新市街道。

## 行政区划
新市镇下辖1个居委会和10个行政村：
老街社区、团山村、新书村、合心村、八里村、新桥村、新利村、团螺村、福兴村、元宵村和丛羊村。
2024年调整后，新市街道下辖新市街、新阳、团山等3个居委会，元福、团螺、新栗、八里等4个村委会

## 交通
- 京广高速铁路：汨罗东站
- 107国道、536国道（原 308省道）贯穿镇区。